# Andrej Doležal
Andrej Doležal (ur. 23 marca 1981 w Bratysławie) – słowacki inżynier i polityk, od 2020 do 2023 minister transportu i budownictwa.

## Życiorys
Absolwent automatyki na Słowackim Uniwersytecie Technicznym w Bratysławie (2004). Pracował jako projektant stron internetowych i nauczyciel, był też zatrudniony w telewizjach Markíza i TV JOJ. Zajmował stanowisko dyrektora technicznego do spraw cyfryzacji w RTVS. Później został dyrektorem do spraw innowacji w Towercom, operatorze multipleksów DVB-T.
W marcu 2020 z rekomendacji partii Jesteśmy Rodziną został ministrem transportu i budownictwa w nowo powołanym rządzie Igora Matoviča. Utrzymał tę funkcję również w utworzonym w kwietniu 2021 gabinecie Eduarda Hegera. Urząd ministra sprawował do maja 2023.